# 小行星3306
小行星3306（英語：3306 Byron）是一颗围绕太阳公转的小行星。1979年9月24日，尼古拉·切爾尼赫在克里米亚发现了此天体。
这颗小行星的绝对星等为64.00280580281076等。